# Glisy
Glisy és un municipi francès situat al departament del Somme i a la regió dels Alts de França. L'any 2007 tenia 563 habitants.

## Demografia

### Població
El 2007 la població de fet de Glisy era de 563 persones. Hi havia 222 famílies de les quals 40 eren unipersonals (16 homes vivint sols i 24 dones vivint soles), 83 parelles sense fills, 83 parelles amb fills i 16 famílies monoparentals amb fills.
La població ha evolucionat segons el següent gràfic:
Habitants censats

### Habitatges

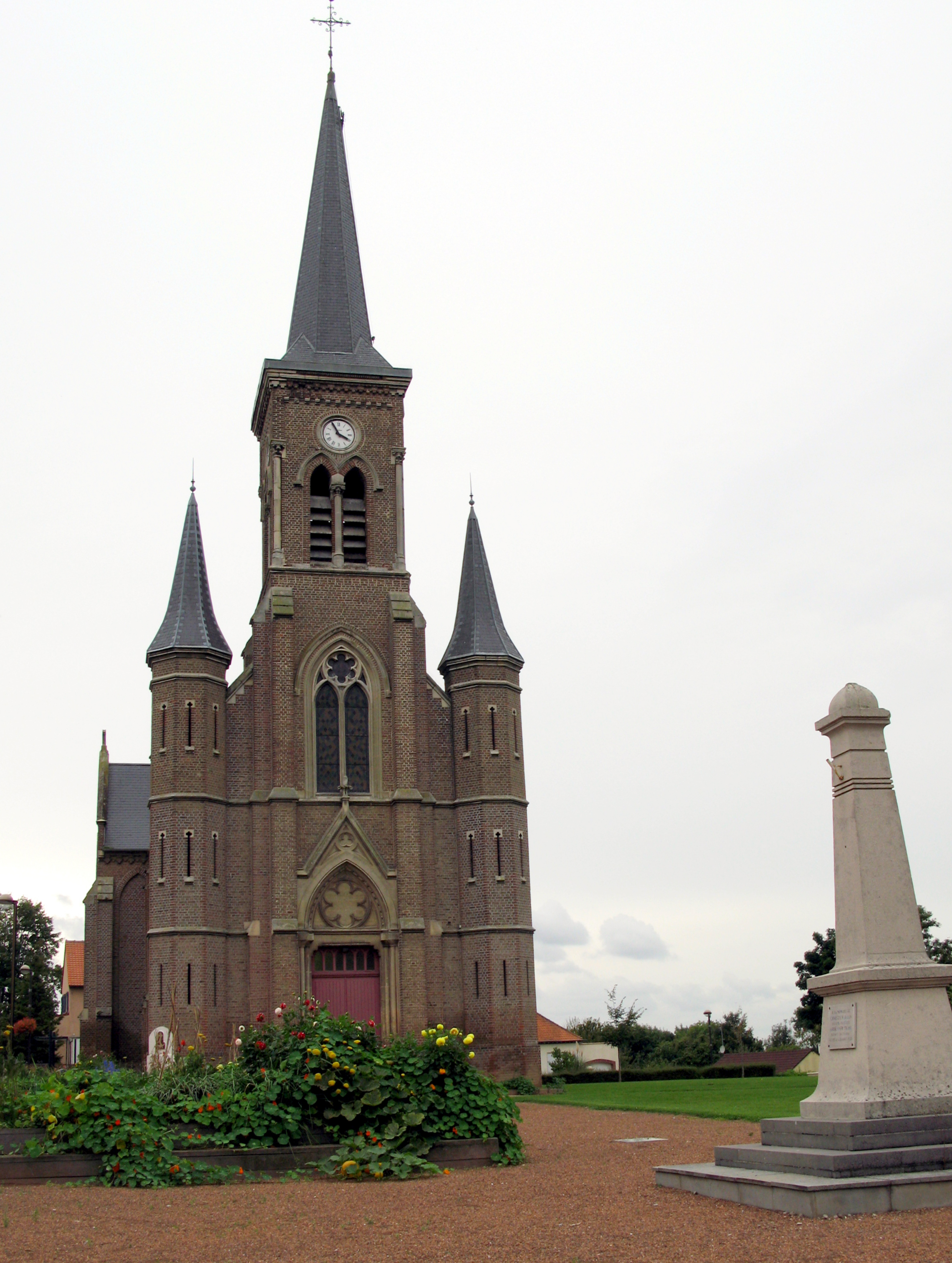

El 2007 hi havia 250 habitatges, 222 eren l'habitatge principal de la família, 14 eren segones residències i 14 estaven desocupats. 242 eren cases i 6 eren apartaments. Dels 222 habitatges principals, 181 estaven ocupats pels seus propietaris, 34 estaven llogats i ocupats pels llogaters i 7 estaven cedits a títol gratuït; 1 tenia una cambra, 3 en tenien dues, 31 en tenien tres, 56 en tenien quatre i 131 en tenien cinc o més. 195 habitatges disposaven pel capbaix d'una plaça de pàrquing. A 83 habitatges hi havia un automòbil i a 128 n'hi havia dos o més.

### Piràmide de població
La piràmide de població per edats i sexe el 2009 era:
| Homes | Edats   | Dones |
| ----- | ------- | ----- |
| 0     | 95 o +  | 0     |
| 0     | 90 a 94 | 0     |
| 0     | 85 a 89 | 0     |
| 0     | 80 a 84 | 8     |
| 8     | 75 a 79 | 8     |
| 12    | 70 a 74 | 20    |
| 12    | 65 a 69 | 4     |
| 12    | 60 a 64 | 16    |
| 20    | 55 a 59 | 12    |
| 32    | 50 a 54 | 20    |
| 20    | 45 a 49 | 28    |
| 12    | 40 a 44 | 28    |
| 20    | 35 a 39 | 8     |
| 0     | 30 a 34 | 4     |
| 8     | 25 a 29 | 20    |
| 8     | 20 a 24 | 8     |
| 16    | 15 a 19 | 20    |
| 20    | 10 a 14 | 24    |
| 4     | 5 a 9   | 8     |
| 8     | 0 a 4   | 0     |

## Economia

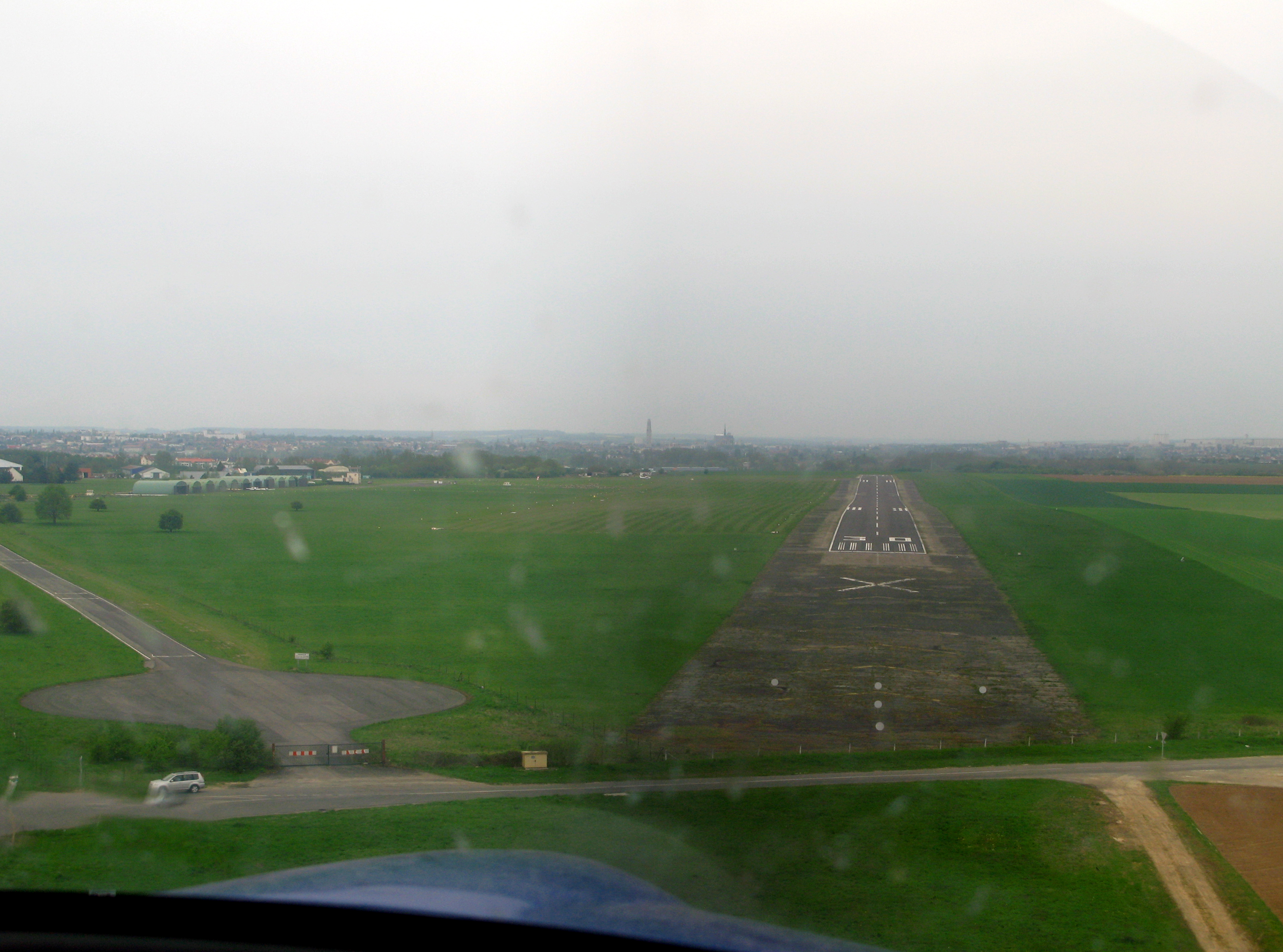
Aeròdrom

El 2007 la població en edat de treballar era de 388 persones, 269 eren actives i 119 eren inactives. De les 269 persones actives 249 estaven ocupades (126 homes i 123 dones) i 20 estaven aturades (11 homes i 9 dones). De les 119 persones inactives 57 estaven jubilades, 47 estaven estudiant i 15 estaven classificades com a «altres inactius».

### Ingressos
El 2009 a Glisy hi havia 215 unitats fiscals que integraven 554 persones, la mediana anual d'ingressos fiscals per persona era de 22.863 €.

### Activitats econòmiques
Dels 95 establiments que hi havia el 2007, 1 era d'una empresa alimentària, 3 d'empreses de fabricació d'altres productes industrials, 57 d'empreses de comerç i reparació d'automòbils, 4 d'empreses de transport, 14 d'empreses d'hostatgeria i restauració, 2 d'empreses d'informació i comunicació, 1 d'una empresa financera, 1 d'una empresa immobiliària, 7 d'empreses de serveis, 1 d'una entitat de l'administració pública i 4 d'empreses classificades com a «altres activitats de serveis».
Dels 14 establiments de servei als particulars que hi havia el 2009, 1 era un taller de reparació d'automòbils i de material agrícola, 1 taller d'inspecció tècnica de vehicles, 2 autoescoles, 2 perruqueries, 6 restaurants, 1 tintoreria i 1 saló de bellesa.
Dels 45 establiments comercials que hi havia el 2009, 1 era, 1 un supermercat, 1 una peixateria, 15 botigues de roba, 3 sabateries, 1 una sabateria, 2 botigues de mobles, 14 botigues de material esportiu, 1 una botiga de material esportiu, 2 perfumeries i 4 joieries.

## Equipaments sanitaris i escolars
El 2009 hi havia una escola elemental integrada dins d'un grup escolar amb les comunes properes formant una escola dispersa.

## Poblacions properes
El següent diagrama mostra les poblacions més properes.